# José Luis Alonso
José Luis Alonso Mañés (Madri, 1924 — Madri, 8 de outubro de 1990) foi um diretor de teatro espanhol.
Acometido por uma profunda depressão, suicidou em 1990, atirando-se de uma janela de seu domicílio.